# سانتا ماریا هوازولوتیتلان
سانتا ماریا هوازولوتیتلان (به اسپانیایی: Santa María Huazolotitlán) یک منطقهٔ مسکونی در مکزیک است که در اوآخاکا واقع شده‌است.